# Франсен
Франсе́н (фр. Francin) — колишній муніципалітет у Франції, у регіоні Овернь-Рона-Альпи, департамент Савоя. Населення — 887 осіб (2011).
Муніципалітет був розташований на відстані близько 470 км на південний схід від Парижа, 100 км на схід від Ліона, 13 км на південний схід від Шамбері.

## Історія
До 2015 року муніципалітет перебував у складі регіону Рона-Альпи. Від 1 січня 2016 року належав до нового об'єднаного регіону Овернь-Рона-Альпи.
1 січня 2019 року Франсен і Ле-Марш було об'єднано в новий муніципалітет Порт-де-Савуа.

## Демографія
Динаміка населення (INSEE ):
Розподіл населення за віком та статтю (2006):
| Стать | Всього | До 15 років | 15-24 | 25-44 | 45-64 | 65-85 | Понад 85 |
| --- | ------ | ----------- | ----- | ----- | ----- | ----- | -------- |
| Чоловіки | 413    | 114         | 28    | 126   | 101   | 44    | 0        |
| Жінки | 396    | 110         | 20    | 142   | 92    | 24    | 8        |
| \| Статево-вікова піраміда \| Статево-вікова піраміда \| Статево-вікова піраміда \| \| ----------------------- \| ----------------------- \| ----------------------- \| \| Чоловіки \| Вік \| Жінки \| \| 0 \| 85 + \| 8 \| \| 0 \| 80-84 \| 4 \| \| 4 \| 75-79 \| 0 \| \| 16 \| 70-74 \| 16 \| \| 24 \| 65-69 \| 4 \| \| 37 \| 60-64 \| 16 \| \| 32 \| 55-59 \| 28 \| \| 20 \| 50-54 \| 32 \| \| 12 \| 45-49 \| 16 \| \| 37 \| 40-44 \| 32 \| \| 45 \| 35-39 \| 53 \| \| 24 \| 30-34 \| 37 \| \| 20 \| 25-29 \| 20 \| \| 8 \| 20-24 \| 0 \| \| 20 \| 15-20 \| 20 \| \| 24 \| 10-14 \| 24 \| \| 53 \| 5-9 \| 41 \| \| 37 \| 0-4 \| 45 \| |        |             |       |       |       |       |          |
| Статево-вікова піраміда |        |             |       |       |       |       |          |
| Чоловіки | Вік    | Жінки       |       |       |       |       |          |
| 0 | 85 +   | 8           |       |       |       |       |          |
| 0 | 80-84  | 4           |       |       |       |       |          |
| 4 | 75-79  | 0           |       |       |       |       |          |
| 16 | 70-74  | 16          |       |       |       |       |          |
| 24 | 65-69  | 4           |       |       |       |       |          |
| 37 | 60-64  | 16          |       |       |       |       |          |
| 32 | 55-59  | 28          |       |       |       |       |          |
| 20 | 50-54  | 32          |       |       |       |       |          |
| 12 | 45-49  | 16          |       |       |       |       |          |
| 37 | 40-44  | 32          |       |       |       |       |          |
| 45 | 35-39  | 53          |       |       |       |       |          |
| 24 | 30-34  | 37          |       |       |       |       |          |
| 20 | 25-29  | 20          |       |       |       |       |          |
| 8 | 20-24  | 0           |       |       |       |       |          |
| 20 | 15-20  | 20          |       |       |       |       |          |
| 24 | 10-14  | 24          |       |       |       |       |          |
| 53 | 5-9    | 41          |       |       |       |       |          |
| 37 | 0-4    | 45          |       |       |       |       |          |

## Економіка
2010 року серед 556 осіб працездатного віку (15—64 років) 425 були активними, 131 — неактивною (показник активності 76,4%, у 1999 році було 70,0%). З 425 активних мешканців працювало 397 осіб (195 чоловіків та 202 жінки), безробітними було 28 (11 чоловіків та 17 жінок). Серед 131 неактивної 45 осіб було учнями чи студентами, 56 — пенсіонерами, 30 були неактивними з інших причин.

У 2010 році в муніципалітеті числилось 325 оподаткованих домогосподарств, у яких проживали 876,5 особи, медіана доходів виносила 20 991 євро на одного особоспоживача